# Sumerian Records
Sumerian Records is een Amerikaans onafhankelijk platenlabel. 

## Geschiedenis
Het label werd opgericht in 2006 door Ash Avildsen, die begon in zijn eenslaapkamerappartement te Venice Beach. The Faceless, Stick to Your Guns en Born of Osiris waren de eerste bands die via het label hun albums uitbrachten.
De eerste distributeur van het label was Victory Records, een pionier op het gebied van digitale promotie. Het label was dan ook een van de eerste platenmaatschappijen die actief inzette op promotie via Facebook en YouTube. Reckless & Relentless van Asking Alexandria was in 2011 het eerste album van het label dat een toptiennotering wist te behalen in de Amerikaanse hitlijsten.
Na deze succesvolle release zag het label zijn kans schoon te experimenteren met enkele nieuwe bands en nieuwe promotiemethodes. Zo plaatste het label zelf een leak van het nieuwe album van Born of Osiris op BitTorrent. Het nieuwe album van de band was echter niet te horen. Wel lachende bandleden en scheetgeluiden. In 2012 plaatste het label een video online waarin WWE-worstelaar James Hellwig de bands I See Stars en Asking Alexandria een motiverende speech geeft. 
Advildsen had het echter wel aan de stok met Spotify, dat kleinere labels volgens de platenbaas niet eerlijk behandelt. Hij gaf aan dat albums van zijn artiesten niet voor een paar centen gestreamd zouden kunnen worden op het platform van een derde partij, tot ze hetzelfde behandeld zouden worden als de grote labels. In plaats daarvan uploadde hij slechts enkele singles op het platform. Later werd dit geschil opgelost en verscheen het merendeel van de catalogus van het label wel degelijk op Spotify.

## Structuur
Naast Sumerian Records opereren meerdere semi-onafhankelijke takken naast het bedrijf. Het gaat hierbij onder andere om Sumerian Entertainment, een managementbureau dat beheerd wordt door Shawn Keith, dat ervoor moet zorgen dat bands die onder contract staan goed gemanaged worden. Daarnaast dient het concertbureau Pantheon Agency ervoor te zorgen dat de bands die onder contract staan constant op tournee kunnen.

## Artiesten
- After the Burial
- American Sin
- Animals as Leaders
- Asking Alexandria
- Bad Omens
- Betraying the Martyrs
- Between the Buried and Me
- Black Veil Brides
- BONES UK
- Born of Osiris
- CHON
- Danny Worsnop
- Dead Posey
- Drag Me Out
- ENDUR
- ERRA
- Evan Brewer
- The Faceless
- The Federal Empire
- From First to Last
- In Motive
- I See Stars
- Jonathan Davis
- Juliet Simms
- The Kindred
- Kittie
- Lee McKinney
- Mestis
- New Volume
- Night Riots
- Nita Strauss
- Oceano
- Palaye Royale
- Poppy
- Sin Shake Sin
- Slaughter to Prevail
- Sleeping With Sirens
- Soreption
- Starbenders
- Through Fire
- Thomas Giles
- Veil of Maya

## Voormalige artiesten
- ABACABB
- Agraceful
- Bizzy Bone (Active)
- Blackguard (Victory Records)
- Body Count (Century Media Records)
- Borgore
- Broadcast the Nightmare
- Capture the Crown (Artery Recordings)
- Circa Survive (Hopeless Records)
- Circle of Contempt
- City in the Sea
- Come the Dawn
- Conducting From The Grave
- Crosses
- Darkest Hour (Southern Lord Records)
- Dayshell (Active, Independent)
- Dead Letter Circus (The End Records)
- The Dillinger Escape Plan
- Down & Dirty
- Draemings (Plag Records)
- Enfold Darkness
- Fellsilent
- Fever Dreamer
- The Francesco Artusato Project
- I, the Breather
- Lesser Key
- Lower Than Atlantis (Island Records)
- Make Me Famous
- Miss Fortune
- Periphery (3DOT Recordings)
- Sea of Treachery
- September Mourning
- Stick to Your Guns (Pure Noise Records)
- Stray from the Path (UNFD)
- Structures
- T.R.A.M.
- Upon a Burning Body (Seek And Strike Records)